# Zhang Xueliang
Zhang Xueliang (chiń. upr. 张学良; chiń. trad. 張學良; pinyin Zhāng Xuéliáng; Wade-Giles Chang Hsüeh-liang; Peter Hsüeh Liang Chang, przydomek: "Młody marszałek" – 少帥) (ur. 3 czerwca 1901 (według innych źródeł w 1898 lub w 1900) w Haicheng w prowincji Fengtian zm. 14 października 2001 na Hawajach, Stany Zjednoczone) – chiński polityk i generał, faktyczny rządca (ang. warlord) Mandżurii i dużej części północnych Chin od chwili zamordowania jego ojca Zhanga Zuolina przez Japończyków 4 czerwca 1928 roku.
Za jego sprawą doszło do tzw. incydentu Xi’an, uwięzienia przywódcy Kuomintangu Czang Kaj-szeka, by w ten sposób skłonić go do zakończenia wojny z komunistami i zwrócenia się przeciwko Japończykom, za co spędził większą część swojego życia w areszcie domowym. W Chińskiej Republice Ludowej jest uważany za bohatera narodowego. Odznaczony Orderem Wojskowym Chwały Narodowej.

## Życiorys
Odbierał wykształcenie u prywatnych korepetytorów i w przeciwieństwie do swojego ojca szybko zachłysnął się zachodnią kulturą. Później studiował w Akademii Wojskowej w Fengtian i został pułkownikiem w armii tej prowincji. W 1919 r. został szefem ochrony swojego ojca. W 1921 został wysłany na manewry wojskowe do Japonii, gdzie szczególnie zafascynowało go lotnictwo. Następnie brał udział w tworzeniu korpusu lotniczego armii Fengtian, który walczył w wielu bitwach lat dwudziestych. W 1922 został awansowany do stopnia generała-majora i dowodził oddziałami w sile armii. Dwa lata później był już dowódcą lotnictwa. Po śmierci ojca w 1928 stał się najpotężniejszym militarystą w Mandżurii. W tym samym roku ogłosił swoją wierność rządowi Kuomintangu.
Japończycy uważali, że Zhang, znany kobieciarz i człowiek uzależniony od opium, będzie podatny na ich wpływy. Dlatego też pewien oficer Armii Kwantuńskiej zorganizował zamach bombowy na jego ojca, kiedy ten jechał pociągiem; zamach okazał się udany. Nieoczekiwanie młody Xueliang stał się bardziej niezależny niż ktokolwiek mógł przewidywać. Przezwyciężył swe uzależnienie od opium i ogłosił swoje wsparcie dla Czang Kaj-szeka. Aby pozbyć się projapońsko nastawionych ludzi ze swojego otoczenia na przyjęciu dla swoich gości w styczniu 1929 nakazał przeprowadzenie egzekucji dwóch urzędników sprzyjających Japonii. Zhang starał się także osłabić wpływy Związku Radzieckiego w Mandżurii. W tym celu w połowie lipca tego roku jego wojska przejęły jednostronną kontrolę nad Koleją Wschodniochińską, wspólnie administrowaną przez Chiny i ZSRR, aresztując ponad 200 radzieckich pracowników oraz zamykając i pieczętując magazyny gospodarcze należące do radzieckich organizacji. W odpowiedzi Sowieci zerwali stosunki dyplomatyczne z Chinami. Doszło do otwartego konfliktu zbrojnego, w wyniku którego Armia Czerwona zdecydowanie pobiła wojska dowodzone przez Zhanga (patrz: Konflikt o Kolej Wschodniochińską). W międzyczasie rozwinął on jednocześnie bliższe stosunki ze Stanami Zjednoczonymi.
W 1930 kiedy militaryści Feng Yuxiang i Yan Xishan usiłowali obalić Czang Kaj-szeka Zhang stanął po jego stronie i poparł rząd Kuomintangu w Nankinie w zamian za kontrolę kluczowych linii kolejowych w prowincji Hebei i wpływy z ceł portowego miasta Tianjin. Po tzw. incydencie mukdeńskim i inwazji Japończyków w Mandżurii armia Zhang Xuelianga wycofała się z zajmowanych terenów i nie podjęła w ogóle walki z najeźdźcą. Odnośnie do tych zdarzeń istnieją spekulacje czy Czang Kaj-szek nakazał nie nawiązywanie walki z Japończykami czy też jak później stwierdził Zhang to on sam wydał taki rozkaz. Wszystko wskazuje, że bardziej prawdopodobna jest druga opcja ze względu na to że oddziały Zhanga były bardzo słabe w porównaniu z armią japońską i pragnął on prostu zachować większą liczbę ludzi, aby utrzymać swoją pozycję. Jak by nie było zachowanie armii Zhanga było zgodne z ogólnymi założeniami strategii Czang Kaj-szeka. Później Xueliang wybrał się w podróż do Europy a po powrocie dowodził siłami, które walczyły w kampaniach antykomunistycznych najpierw w regionie Hebei–Henan–Anhui a później na północnym zachodzie kraju.
6 kwietnia 1936 roku Zhang Xueliang spotkał się z Zhou Enlaiem aby uzgodnić zakończenie wojny domowej pomiędzy komunistami a nacjonalistami z Kuomintangu. W tzw. incydencie Xi’an Zhang i inny generał porwali Czang Kaj-szeka i uwięzili go obiecując uwolnienie dopiero po złożeniu przez niego obietnicy utworzenia drugiego zjednoczonego frontu razem z komunistami przeciwko Japończykom. Ostatecznie Czang po długich i delikatnych negocjacjach zgodził się skupić swe główne wysiłki wojskowe przeciwko Japończykom a nie przeciwko KPCh tak jak było to do tej pory, ale Zhang w zamian za to miał zostać więźniem nacjonalistów i wycofać się z polityki.
Po uwolnieniu Czanga, Zhang Xueliang był sądzony i został skazany na 10 lat więzienia. Na osobiste polecenie Czang Kaj-szeka umieszczono go w areszcie domowym. W 1949 po wygranej komunistów w wojnie domowej Zhang został przewieziony na Tajwan podążając tam razem z uciekającymi członkami Kuomintangu. Przebywał tam dalej w areszcie domowym i zajmował się studiowaniem poezji z okresu dynastii Ming. Dopiero w 1990 po śmierci syna i następcy Czanga, Chiang Ching-kuo odzyskał wolność. Zhang był najprawdopodobniej najdłużej odbywającym swą karę więźniem politycznym.
Po swoim uwolnieniu wyjechał do Honolulu na Hawajach w 1993 r. Otrzymał tam wiele próśb, aby zgodził się odwiedzić Chiny kontynentalne (ChRL), ale Zhang odmówił twierdząc, iż jest politycznie neutralny zarówno wobec rządu komunistycznego, jak i Kuomintangu na Tajwanie. Zmarł na zapalenie płuc w wieku 100 lat i został pochowany na Hawajach.